# Чкалово (Бухар-Жирауський район)
Чка́лово (каз. Чкалово) — село у складі Бухар-Жирауського району Карагандинської області Казахстану. Входить до складу Самаркандського сільського округу.
Населення — 272 особи (2021; 353 у 2009, 330 у 1999, 383 у 1989).
Національний склад станом на 1989 рік:
- росіяни — 46 %;
- німці — 27 %.